# Gemeinde Hochfeistritz
Die Gemeinde Hochfeistritz (ursprünglich Gemeinde Feistritz) war eine Gemeinde im Kärntner Bezirk Sankt Veit an der Glan, die von 1850 bis 1871 bestand. 1850 wurde sie unter dem Namen Feistritz gegründet, 1851 in Hochfeistritz umbenannt, 1871 aufgelöst und ihr Gebiet an die Gemeinde Eberstein angeschlossen.

## Geografie

### Lage
Die Gemeinde lag im Südosten des Bezirks Sankt Veit an der Glan, im östlichen Bereich der heutigen Gemeinde Eberstein. Ihre Fläche betrug etwa 27,5 km². Sie erstreckte sich vom Austritt des Hochfeistritzbachs ins Görtschitztal (578 m ü. A.) bis auf etwa 1553 m ü. A. Höhe am Breitriegel, einem südlichen Ausläufer der Saualpe.

### Gliederung

#### Katastralgemeinden
Die Gemeinde umfasste die Katastralgemeinden Hochfeistritz, Kaltenberg und Rüggen in ihren damaligen Grenzen.

#### Ortschaften
Zeit ihres Bestehens wurden in der Gemeinde folgende Ortschaften geführt:
- Hochfeistritz
- Kaltenberg
- Rüggen

## Geschichte
Im Zuge der Verwaltungsreformen nach der Revolution 1848/49 wurde 1850 aus den drei Steuer- bzw. Katastralgemeinden Hochfeistritz, Kaltenberg und Rüggen, die zuvor alle zum Steuerbezirk Eberstein gehört hatten, die Gemeinde Feistritz errichtet. Laut dem ersten Vorschlag zur Gemeindeeinteilung 1849 hätte auch die Katastralgemeinde Johannserberg zur Gemeinde Feistritz kommen sollen; dann nahm man mehr Rücksicht auf die Verkehrsanbindung an den Gemeindehauptort und schlug Johannserberg deshalb der Gemeinde Brückl zu. 1851 wurde der Name auf Hochfeistritz geändert, um die Verwechslung mit anderen Gemeinden zu vermeiden.
Die Gemeinde gehörte ab 1850 zum politischen Bezirk Sankt Veit an der Glan und zum Gerichtsbezirk Eberstein. 1854 bis 1868 gehörte sie zum Gemischten Bezirk Eberstein. Durch die Reformen 1868 wurde sie wieder Teil des politischen Bezirks Sankt Veit an der Glan und des Gerichtsbezirks Eberstein, in denen sie bis zu ihrer Auflösung verblieb.
Am 23. September 1870 bewilligte der Kärntner Landtag die Vereinigung der Gemeinden Hochfeistritz und Eberstein, die 1871 erfolgte. Die ausgesprochen ländliche und infrastrukturschwache Gemeinde Hochfeistritz wäre auf sich alleine gestellt nicht dauerhaft lebensfähig gewesen.

## Bürgermeister
Als Bürgermeister der Gemeinde Hochfeistritz werden 1850 der Wirt Thomas Grabuschnig, 1853 der Besitzer der Leitgeb-Realität Mathias Grabuschnig und 1855 Josef Grabuschnigg genannt.

## Bevölkerung
Für die Gemeinde wurden zur Zeit ihres Bestehens folgende Einwohnerzahlen angegeben:
- 1849: 609 Einwohner[6]
- 1869: 660 Einwohner, 87 Häuser[7]

Zum Vergleich: 2020 lebten nur mehr 106 Personen auf dem ehemaligen Gemeindegebiet.